# Фрай, Уильям Пирс
Уильям Пирс Фрай (англ. William Pierce Frye) — американский политик-республиканец, представший в Палате представителей 2-й избирательный округ штата Мэнa, а также заседавший в Сенате.

## Биография
Родился в Льюистоне (Андроскоггин). Учился в государственной школе и окончил Боудин-колледж в Брансуике в 1850 году. Фрай увлекался изучением права. Он проходил практику в Рокленде, но в 1853 году вернулся в Льюистон и практиковался, работая адвокатом. Фрай был признан специалистом по юридическим наукам Боудин-колледжем в 1881 году.
Фрай входил в Палату представителей США с 1861 по 1862 год, и позже в 1867-м году. С 1866 по 1867 — мэр Льюистона; в это же время он являлся генеральным прокурором штата. В 1869 году Уильям Пирс покинул должность генерального прокурора. 1881—1911 года был сенатором в Сенате Соединённых Штатов; он был переизбран 5 раз и в общей сложности был депутатом 30 лет.
Во время нахождения в Сенате Фрай успел побывать временным представителем Конгресса. Он ушёл с должности временного и. о. из-за плохого самочувствия и постоянно ухудшающегося здоровья. В то время избрать нового председателя было достаточно сложно, так как республиканцы разделились на два лагеря. Потребовалось несколько месяцев для достижения консенсуса.
Фрай также был председателем Комитета по торговле и членом комиссии в Париже 1898 года.
Умер в Льюстоне в 1911 году. Он был похоронен на Риверсайдском кладбище.